# ライディング・ウィズ・ザ・キング
『ライディング・ウィズ・ザ・キング』(英語: Riding with the King)は、2000年に発表されたエリック・クラプトンとB.B.キングの競演アルバム。クラプトンの所属レーベルであるリプリーズ・レコードから発売された。

## 解説
当時のクラプトンのレギュラー・バンドや、ジミー・ヴォーン（スティーヴィー・レイ・ヴォーンの実兄）が2人をサポート。B.B.キングのヒット曲や、サム&デイヴの歌で有名な「ホールド・オン・アイム・カミング」等を取り上げている。
2001年、グラミー賞のベスト・トラディショナル・ブルース・アルバム部門を受賞。B.B.キングは前年にも『ブルース・オン・ザ・バイユー』で同部門を受賞しており、2年連続の受賞となった。

## 収録曲
1. ライディング・ウィズ・ザ・キング - Riding with the King (John Hiatt)
2. テン・ロング・イヤーズ - Ten Long Years (B. B. King, Taub)
3. キー・トゥ・ザ・ハイウェイ - Key to the Highway (Big Bill Broonzy, Charles Segar)
4. マリー・ユー - Marry You (Doyle Bramhall II, Susannah Melvoin, Craig Ross, Charles Segar)
5. スリー・オクロック・ブルース - Three O'Clock Blues (King, Taub)
6. ヘルプ・ザ・プアー - Help the Poor (Charles Singleton)
7. アイ・ウォナ・ビー - I Wanna Be (D. Bramhall, Charlie Sexton)
8. ウォリード・ライフ・ブルース - Worried Life Blues (Big Maceo Merriweather)
9. デイズ・オブ・オールド - Days of Old (Jules Bihari, King)
10. ホウェン・マイ・ハート・ビーツ・ライク・ア・ハマー - When My Heart Beats Like a Hammer (King, Taub)
11. ホールド・オン・アイム・カミング - Hold On! I'm Comin (Isaac Hayes, David Porter)
12. カム・レイン・オア・カム・シャイン - Come Rain or Come Shine (Harold Arlen, Johnny Mercer)

## レコーディング・メンバー
- エリック・クラプトン - ボーカル, ギター
- B.B.キング - ボーカル, ギター
- ドイル・ブラムホール II - ギター, バック・ボーカル
- アンディ・フェアウェザー・ロウ - ギター
- ジミー・ヴォーン - ギター
- ジョー・サンプル - ピアノ, ワーリッツァー・ピアノ
- ティム・カーモン - オルガン
- ネイザン・イースト - ベース
- スティーヴ・ガッド - ドラムス
- ポール・ウォラー - プログラミング
- スザンナ・メルヴォワン - バック・ボーカル
- ウェンディ・メルヴォワン - バック・ボーカル